# シモーヌ・ド・ボーヴォワール橋
シモーヌ・ド・ボーヴォワール橋 (仏: Passerelle Simone-de-Beauvoir) は、フランスのパリ、セーヌ川に架かる歩行者・自転車専用の橋である。
この橋は鋼鉄製で中央部が凸レンズの断面状になっている。この部分は長さ106m、幅12m、重さは650tあり、アルザスのエッフェル社の工場で製造され、北海、英仏海峡、運河、セーヌ川を経由して航走されてきた。2005年11月30日にパリ市内を横切り2006年1月30日に水面から持ち上げられて設置が完了した。
この部分を支える橋桁は二重になっており、上面は右岸のベルシー公園と左岸のフランス国立図書館のフランソワ・ミッテラン館を、下面は右岸のベルシー河岸と左岸のフランソワ・モーリアック河岸を結んでいる。

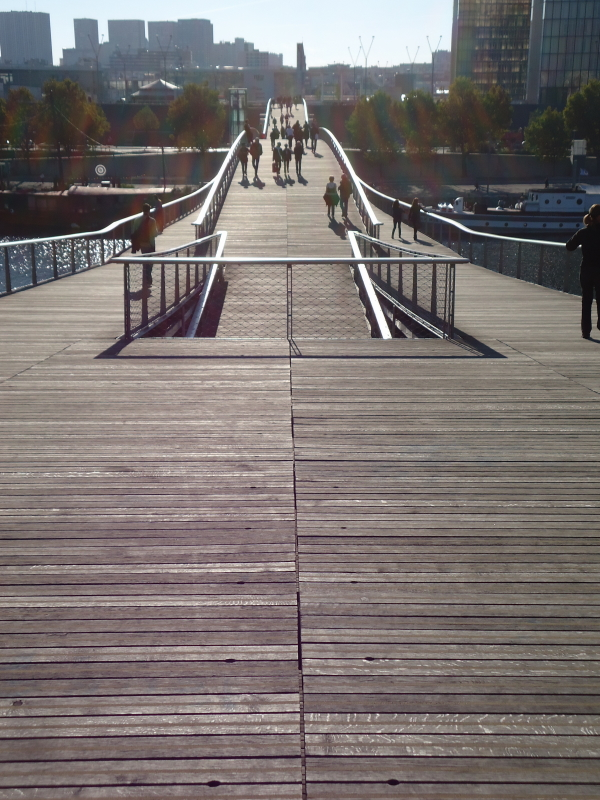

命名はシモーヌ・ド・ボーヴォワールにちなむ。2006年7月13日、シモーヌの養女シルヴィも同席しパリ市長ベルトラン・ドゥラノエにより除幕された。

## 交通
- メトロ6号線 ケ・ド・ラ・ガール駅Quai de la Gare下車

## 隣の橋
（上流）ナシオナル橋―トルビアック橋―シモーヌ・ド・ボーヴォワール橋―ベルシー橋―シャルル・ド・ゴール橋（下流）